# Martim Costa
Martim Mota da Costa (* 27. September 2002 in Vila Nova de Gaia) ist ein portugiesischer Handballspieler. Der 1,88 m große linke Rückraumspieler spielt seit 2021 für den portugiesischen Erstligisten Sporting Lissabon und steht zudem im Aufgebot der portugiesischen Nationalmannschaft.

## Karriere

### Verein
Martim Costa begann 2011 am Colégio dos Carvalhos, einer Privatschule südlich von Porto, gemeinsam mit seinem jüngeren Bruder Francisco mit dem Handballspielen. 2017 wechselte er in die Jugend des FC Porto, wo er in 27 Spielen 210 Tore erzielte. Von 2018 bis 2020 wurde Costa an den FC Gaia ausgeliehen, für dessen Junioren-Mannschaft er 137 Tore in 13 Spielen warf. Mit der Männer-Mannschaft gelang auch dank seiner 227 Tore in 30 Spielen der Gewinn der Meisterschaft in der zweiten Liga und der Aufstieg in die Andebol 1, wo er in 26 Einsätzen 225 Tore erzielte. Daraufhin lief er in der Saison 2020/21 für den FC Porto auf, mit dem er die Meisterschaft und den Supercup gewann. Seit der Saison 2021/22 spielt er gemeinsam mit Francisco unter seinem Vater Ricardo Costa bei Sporting Lissabon. Mit Sporting scheiterte er in der EHF European League 2021/22 im Achtelfinale; im gesamten Wettbewerb traf Costa 50 Mal und war zweitbester Torschütze Sportings hinter seinem Bruder. In der EHF European League 2022/23 wurde er mit 102 Toren zweitbester Torschütze des Wettbewerbs. 2022, 2023, 2024 und 2025 gewann er mit Sporting den portugiesischen Pokal, 2023 und 2024 den portugiesischen Supercup. In der Saison 2023/24 wurde er mit Sporting portugiesischer Meister. In der Hauptrunde erzielte er mit 125 Toren die fünftmeisten der Liga, in der Finalrunde mit weiteren 40 Treffern den Bestwert. Auch in der Spielzeit 2024/25 gewann er den Meistertitel.

### Nationalmannschaft
Bei der U-20-Europameisterschaft 2022 in Portugal gewann Costa mit der Auswahl die Silbermedaille, warf 37 Treffer und wurde mit seinem Bruder ins All-Star-Team gewählt.
In der portugiesischen A-Nationalmannschaft debütierte Martim Costa am 14. April 2022 in den Play-offs zur Weltmeisterschaft 2023 gegen die Niederlande. Nach der 30:33-Heimniederlage führte Costa seine Auswahl im Rückspiel mit zehn Toren zu einem 35:28-Auswärtssieg und damit zur Weltmeisterschaftsqualifikation. Bei der Europameisterschaft 2024, die Portugal auf dem 7. Platz beendete, warf er 54 Tore in sieben Spielen. Gemeinsam mit Mathias Gidsel wurde er Torschützenkönig des Turniers und ins All-Star-Team gewählt. Bei der Weltmeisterschaft 2025 warf er 44 Tore in neun Spielen und erreichte mit dem vierten Platz die beste Platzierung der portugiesischen Mannschaft bei einer WM. Außerdem wurde er in das All-Star-Team der WM gewählt.